# Underneath the Rainbow
Underneath the Rainbow — седьмой студийный альбом американской рок-группы Black Lips. Он был выпущен 17 марта 2014 года.

## История
После работы с Марком Ронсоном над своим предыдущим альбомом Arabia Mountain и успешной замены грязного G-панка, которым они были известны, на более напористый и доступный подход, Black Lips обратились к продюсерам Патрику Карни из the Black Keys и участнику Dap-Kings Томми Бреннеку, чтобы возглавить их альбом 2014 года Underneath the Rainbow.

## Отзывы
| Совокупная оценка    | Совокупная оценка |
| Источник             | Оценка            |
| -------------------- | ----------------- |
| Metacritic           | 71/100            |
| Оценки критиков      |                   |
| Источник             | Оценка            |
| AllMusic             | [ 1 ]             |
| The Austin Chronicle | 89/100            |
| Blurt                | [ 4 ]             |
| DIY                  | [ 2 ]             |
| The Guardian         | [ 5 ]             |
| musicOMH             | [ 6 ]             |
| NOW                  | [ 7 ]             |
| Pitchfork            | 6.3/10            |
| Rolling Stone        | [ 9 ]             |

Альбом получил положительные и умеренные отзывы музыкальной критики и интернет-изданий.
Тим Сендра из AllMusic отметил, что «…запись знаменует собой ещё один огромный шаг к респектабельности, поскольку остальная часть мусора была удалена во имя верности. Было бы приятно сказать, что это обновление дало песням немного простора, и в результате группа звучит лучше, чем когда-либо. К сожалению, это означает лишь то, что почти вся их индивидуальность была удалена, и общее звучание настолько чистое и вежливое, что, за исключением редких вкраплений странных текстов, эту запись могли бы сделать любые четыре рок-парня где угодно. The Black Lips уже настолько продвинулись в своей карьере, что казалось почти неизбежным, что они вот-вот станут популярными и подадут заявку на какой-нибудь мейнстримный успех, включая фото с Миком Роком на обложке и всё такое. Иногда это может сработать для группы, но не для The Black Lips. В их случае песни слишком слабые, звук слишком хороший (то есть безжизненный), и альбом ощущается как шаг в карьере, а не как что-то серьёзное или весёлое. Они уже возвращались после других, не слишком впечатляющих альбомов, так что остаётся только надеяться, что Underneath the Rainbow станет для них лишь препятствием, а не концом».

## Список композиций
1. «Drive by Buddy»
2. «Smiling»
3. «Make You Mine»
4. «Funny»
5. «Dorner Party»
6. «Justice After All»
7. «Boys in the Wood»
8. «Waiting»
9. «Do the Vibrate»
10. «I Don’t Wanna Go Home»
11. «Dandelion Dust»
12. «Dog Years»